# Trimerinoides adfinis
Trimerinoides adfinis är en tvåvingeart som först beskrevs av Cresson 1922.  Trimerinoides adfinis ingår i släktet Trimerinoides och familjen vattenflugor. Inga underarter finns listade i Catalogue of Life.